# Værløse Museum
Værløse Museum blev oprettet i 1948 og har som formål at bevare Værløses kulturarv.
Museet blev indtil udgangen af 2006 drevet af Historisk Forening for Værløse Kommune og har sin genstandsamling på Mosegaarden og sit lokalhistoriske arkiv på Ellens Lyst. Fra 1. januar 2007 blev Værløse Museum en del af den selvejende institution Furesø Museer.
Foreningen udsender et årsskrift, Witherløse (gammelt navn for Værløse).
Museet rummer gamle bygninger, der er blevet genopført af frivillige håndværkere. De er placeret omkring museet, bl.a. Gadekærshuset, en smedje samt et pressemuseet Kajs Museum.
55°47′7.5″N 12°22′36.2″Ø / 55.785417°N 12.376722°Ø